# Tethina brasiliensis
Tethina brasiliensis är en tvåvingeart som beskrevs av Prado och Tavares 1966. Tethina brasiliensis ingår i släktet Tethina och familjen Canacidae. Inga underarter finns listade i Catalogue of Life.